# معجزه بزرگ
معجزه بزرگ (انگلیسی: Big Miracle) فیلمی است با کارگردانی کن کواپیس و بازیِ درو بریمور و جان کرازینسکی که در سال ۲۰۱۲ منتشر شد.

## بازیگران
- جان کرازینسکی
- درو بریمور
- کریستن بل
- استیون روت
- درموت مالرونی
- مایکل گاستون
- تیم بلیک نلسون
- گرگوری جبارا
- کتی بیکر
- راب ریگل